# Liutang, Chongqing
Liutang (kinesiska: 六塘) är en socken i sydvästra Kina. Den ligger i Shizhu härad i storstadsområdet Chongqing, omkring 170 kilometer öster om det centrala stadsdistriktet Yuzhong. Antalet invånare är 8 788. Befolkningen består av 4 218 kvinnor och 4 570 män. Barn under 15 år utgör 25,0 %, vuxna 15-64 år 59 %, och äldre över 65 år 14,0 %.